# San Giovannino (Raffaello)
Il San Giovannino è un dipinto a olio su tela (135x147 cm) della bottega di Raffaello, databile al 1518-1519 circa e conservato negli Uffizi di Firenze.

## Storia e descrizione
L'opera è di solito identificata con il dipinto che Vasari indicò come realizzato per il cardinale Jacopo da Carpi. Altri lo riferiscono a Pompeo Colonna, che lo avrebbe commissionato quando fu nominato  cardinale da Leone X, omaggiando poi il papa col dipinto del santo protettore della sua città, Firenze.
Si trovò agli Uffizi dal 1589, passando poi a Palazzo Pitti e alla Galleria dell'Accademia, per tornare alla sede odierna solo in anni recenti (dapprima nella Tribuna, dal 2018 in una stanza con opere di Raffaello e Michelangelo).
Sebbene l'opera godette di una certa celebrità in passato, testimoniata dalle numerose copie antiche, oggi la critica tende a riferirla alla bottega del Sanzio, sebbene l'invenzione sia quasi certamente da riferire al maestro.
Il giovane san Giovanni Battista è raffigurato vestito della sola pelle, tradizionalmente di cammello, ma in questo caso un'esotica pelliccia maculata, adagiata attorno al corpo mentre, seduto su una roccia, compie il suo gesto tipico di indicare Gesù, simboleggiato dalla croce alla sua sinistra, di cui fu il Precursore. La forma atletica e mossa del corpo deriva dall'esempio degli Ignudi di Michelangelo sulla volta della Cappella Sistina. Notevole è il senso per la luce incidente e il tentativo di dare rilievo plastico illusorio alla figura, ben visibile nei piedi in scorcio.